# Örnsköldsviks kommun
63°19′N 18°41′Ø / 63.317°N 18.683°Ø
Örnsköldsvik kommune ligger i landskapet Ångermanland i det svenske län Västernorrlands län i landsdelen Norrland. Kommunen har grænser mod nabokommunerne Kramfors og Sollefteå i Västernorrlands län og til Åsele, Bjurholm og Nordmaling i Västerbottens län. Kommunens administrations by er Örnsköldsvik.
En del af verdensarvsområdet Höga kusten og Skuleskogen Nationalpark ligger i kommunen. 

## Byer
Örnsköldsvik kommune havde atten byer i 2005.
I tabellen vises antal indbyggere per 31. december 2005.
| #   | By           | Indbyggere |
| --- | ------------ | ---------- |
| 1.  | Örnsköldsvik | 28.617     |
| 2.  | Bjästa       | 1.785      |
| 3.  | Husum        | 1.709      |
| 4.  | Köpmanholmen | 1.267      |
| 5.  | Bredbyn      | 1.227      |
| 6.  | Gimåt        | 870        |
| 7.  | Mellansel    | 823        |
| 8.  | Överhörnäs   | 602        |
| 9.  | Björna       | 431        |
| 10. | Sidensjö     | 399        |
| 11. | Billsta      | 378        |
| 12. | Åmynnet      | 370        |
| 13. | Arnäsvall    | 345        |
| 14. | Moliden      | 323        |
| 15. | Västerhus    | 275        |
| 16. | Gideå        | 270        |
| 17. | Gottne       | 226        |
| 18. | Långviksmon  | 223        |

## Eksterne kilder og henvisninger
1. ↑  Statistiska centralbyrån: Kommunarealer den 1 januar 2012
2. ↑  Statistiska centralbyrån: Folkmängd i riket, län och kommuner 30 september 2012